# Triangulum (hangszer)
A triangulum vagy fémháromszög fémből készült idiofon hangszer, az ütőhangszerek közé tartozik. A modern triangulum egyik csúcsánál nyitott háromszög alakban meghajlított fémrúd. A zenekarok egyik legáthatóbb, legfényesebb hangú hangszere.

## Akusztikája
A triangulum kör keresztmetszetű fémrúdból – legtöbbször acélból – hajlított 10–30 cm oldalhosszúságú háromszög. Az egyik csúcsánál lazán felfüggesztve szólaltatják meg egy hozzá hasonló anyagú, átmérőjű rúdból készült ütővel. A megütés hatására a rugalmas fémben többféle hajlítási hullám jön létre a rugalmas szilárd testekre jellemző nem harmonikus részhangokkal. Így egyidejűleg olyan sokféle hangot ad ki magából, hogy fülünkben nem alakít ki szubjektív hangmagasságérzetet, hangját semleges hangmagasságúnak érezzük. Ugyanakkor mégis egy hozzávetőleges hangfekvési érzetet alakít ki bennünk, ennek megfelelően a kisebb, vastagabb anyagból készült triangulum hangját „magasabbnak” – élesebbnek, fényesebbnek – halljuk, mint a nagyobb méretű, vékonyabb anyagból készült hangszerét annak alapján, hogy magasabb, vagy mélyebb frekvenciatartományban helyezkednek el a legsűrűbben a részhangjai. A meghatározhatatlan hangmagasságérzetet elősegíti az is, hogy a triangulum vékony rúdja, kis felülete az alaprezgéseket gyengébben sugározza a térbe, mint a spektrumban egyre jobban besűrűsödő, magasabb frekvenciájú részhangokat, amelyek kb. 16 000 Hz-ig – a fülünk által érzékelt legmagasabb frekvenciákig – komoly dinamikával vannak jelen.

## Története

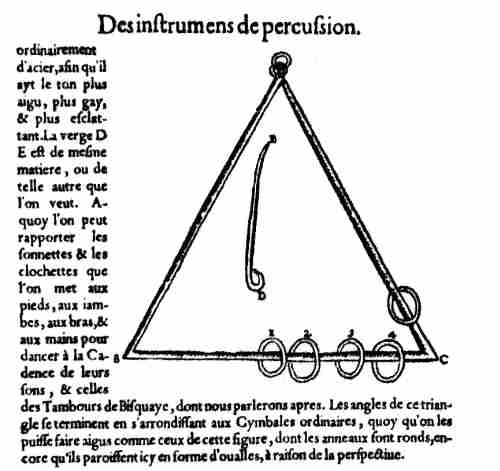
Triangulum csörgőkkel Marin Mersenne L'Harmonie universelle című könyvében (Párizs, 1636.)

A triangulum eredete ismeretlen, a késő középkortól fordul elő hangszerábrázolásokon. A korai triangulumok zárt háromszögformájúak voltak, sőt, néha trapézalakúak, és a még semlegesebb hangzás érdekében gyakran kis fémgyűrűket fűztek rájuk, amelyeket a hangszer testének rezgése megzörgetett. A zenei ikonográfiai vizsgálatok szerint a 15. század vége felé a többi ütőhangszerrel együtt népszerűsége emelkedett, majd a 16. század során visszaesett. A triangulum a műzenéből az újkori európai zene dallamközpontú esztétikájának megfelelően egy időre teljesen eltűnt, a továbbiakban csak a népzenében jutott szerephez.
A zenekarokban, elsősorban operazenekarokban a 18. század második felében szólalt meg újra, az akkor divatos janicsárzene karakterhangszereként. A 19. század elejétől kezdve mindig egyik csúcsánál nyitott, egyenlő oldalú háromszög formájú, felfűzött csörgők nélküli. Liszt Ferenc I. zongoraversenyének második tételében szólóhangszerként is bemutatkozott. Modern partitúrákban néha több különböző méretben is előfordul.

## Játékmód

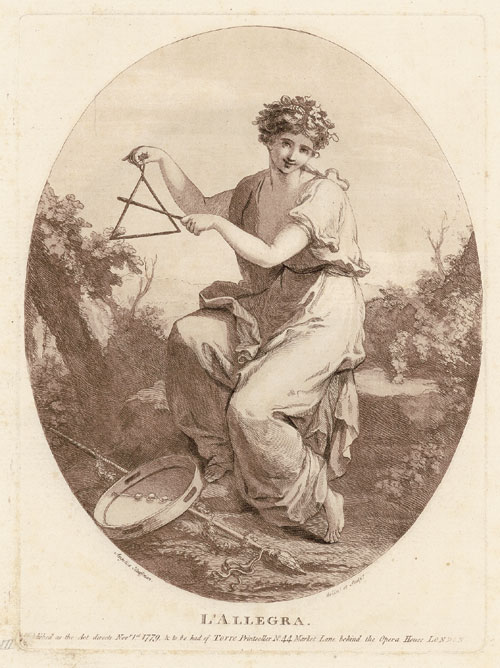
A triangulum használata

A triangulum csak látszólag egyszerűen kezelhető hangszer, átható hangja miatt használata nagy pontosságot, dinamikai érzéket követel meg.
A komolyzenében használt triangulumot egy fonálra függesztik, egyes hangokat a vízszintes oldalának megütésével adnak ki, tremolót a felső csúcsánál a két oldal között ide-oda mozgó verővel képeznek. A latin népzenében, szórakoztatózenében ritmuskíséretre is használják, ilyenkor úgy veszik kézbe, hogy a tartó kéz ujjainak mozgásával az adott ritmusképletnek megfelelő tompításokat lehessen alkalmazni. Ebben az esetben a verő a háromszög oldalsó zárt csúcsánál üti meg a két szárát. Ezt megkönnyítendő, ezeket a hangszereket gyakran lapított egyenlő szárú háromszög formájúra készítik. Létezik bordázott betonacélból hajlított változata is, ezen a güiróhoz hasonló hanghatások is kelthetők.

## Külső hivatkozások
- Ritmusjáték triangulumon, videóval Archiválva 2007. szeptember 30-i dátummal a Wayback Machine-ben
- A triangulum alapritmusai a szambában